# نایدلینگن
نایدلینگن (به آلمانی: Neidlingen) یک شهر در آلمان است که در ااسلینگن واقع شده‌است. نایدلینگن ۱٬۹۰۶ نفر جمعیت دارد.